# Nicolai Dunger
Claus Wilhelm Nicolai Dunger (Piteå, 4 febbraio 1969) è un cantante e compositore svedese.
Ha collaborato, fra gli altri, con Will Oldham, l'Esbjörn Svensson Trio e Ebbot Lundberg. Ha inciso alcuni album sotto lo pseudonimo di A Taste of Ra.

## Discografia
- 1996   Songs Wearing Clothes, Telegram Records
- 1997   Eventide, Atrium
- 1999   This Cloud Is Learning, Dolores Recordings
- 2000   Blind Blemished Blues, Hot Stuff
- 2001   A Dress Book
- 2001   Soul Rush, Dolores Recordings, Virgin Records (Svezia)
- 2002   Sweat Her Kiss
- 2004  The Vinyl Trilogy (3 LP). Plain Recordings
- 2002   Tranquil Isolation, Dolores Recordings, Virgin Records (Svezia)
- 2004   Here's My Song, You Can Have It...I Don't Want it Anymore, Virgin
- 2006   A taste of Ra (album 1)[2]
- 2006   Sjunger Edith Södergran, EMI
- 2006   A taste of Ra (album 2)[3]
- 2007   Rösten Och Herren
- 2007   Morning of My Life, Häpna, con lo pseudonimo A taste of Ra (album 3)[4]
- 2008   Nicollide and the Carmic Retribution
- 2009  Play, Fargo Records
- 2010   Original Motion Picture Soundtrack - Vallmo (album in duo con Jonas Kullhammar)